# Sant'Eusebio (Genova)
Sant'Eusebio (Santo Zeuggio /ˈsaŋtu ˈzødˑʒu/ in ligure) è un quartiere genovese della Val Bisagno.
Già frazione dell'antico comune di Bavari, venne poi accorpato alla circoscrizione di Molassana; nell'attuale ripartizione amministrativa del comune di Genova è una delle unità urbanistiche del Municipio IV Media Valbisagno.

## Descrizione del quartiere

### Toponimo
Il quartiere prende il nome dalla locale chiesa parrocchiale dedicata al vescovo Eusebio di Vercelli.

### Territorio

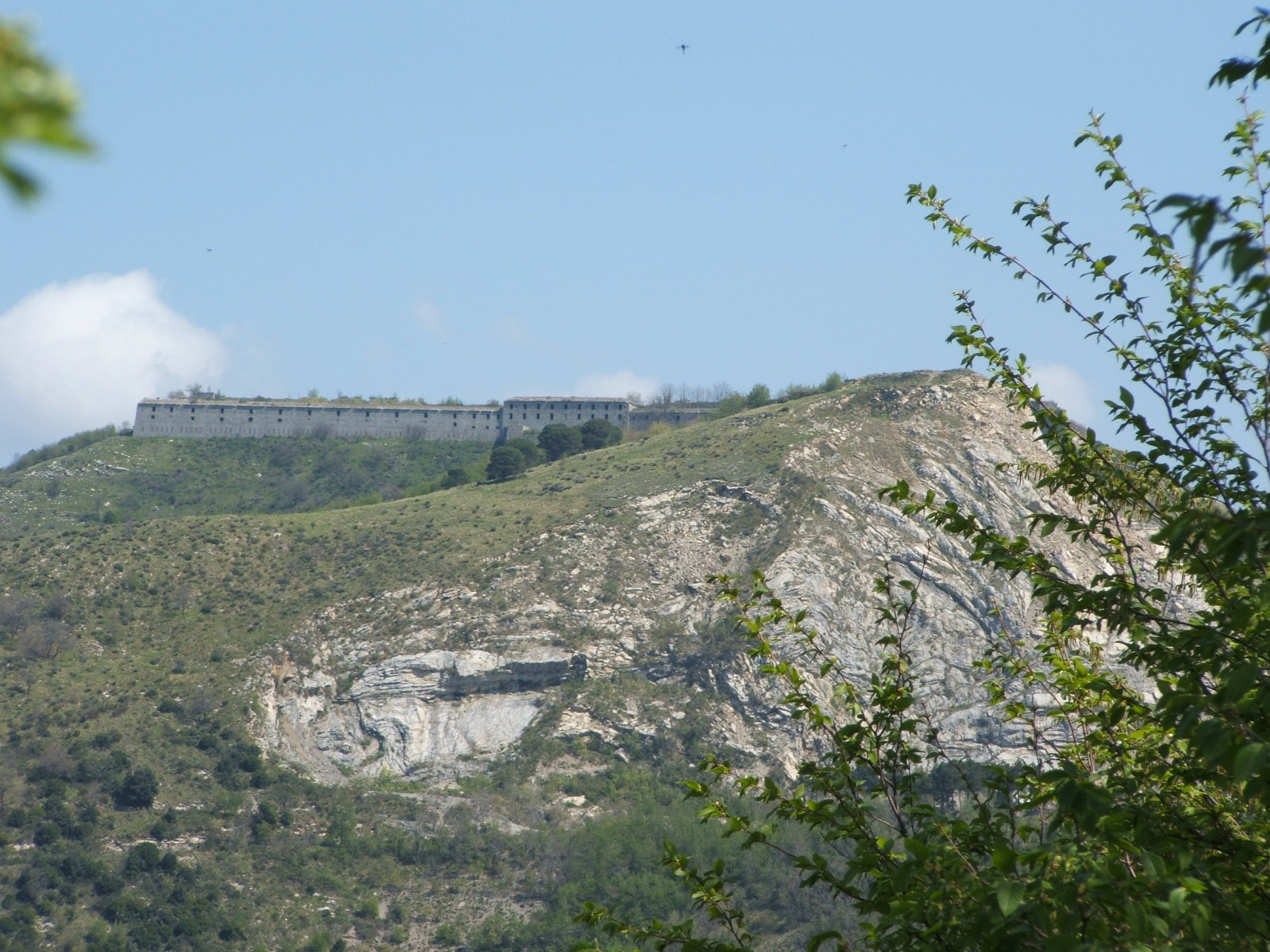
Il Forte Monteratti

Sant'Eusebio sorge ad un'altitudine di 222 m s.l.m. sul versante sinistro della Val Bisagno, sull'ampia sella tra il monte Montanasco (che separa la valletta del rio Mermi, affluente di sinistra del Bisagno, dal corso principale del torrente) e il monte Ratti (sul quale sorge l'omonimo forte),.
Il quartiere è composto da due differenti realtà: un nucleo antico, in alto, attorno alla chiesa parrocchiale e che ancora conserva la tipica atmosfera di borgo rurale, ed una parte più recente, costituita da grandi caseggiati sorti negli anni ottanta nella sottostante valletta del rio Mermi.
Nell'attuale ripartizione amministrativa del comune di Genova, in vigore dal 2007, Sant'Eusebio è una "unità urbanistica" del Municipio IV Media Valbisagno, che ha accorpato le storiche circoscrizioni di Staglieno, Molassana e Struppa; l'unità urbanistica di Sant'Eusebio ha una superficie di 2,28 km², di cui meno della metà (0,89 km²) urbanizzata..

## Demografia
L' "unità urbanistica" di Sant'Eusebio contava al 31 dicembre 2022 una popolazione di 2 372 residenti
Da sempre piccolo borgo rurale, negli anni ottanta del Novecento grazie ai nuovi insediamenti ha visto triplicare la sua popolazione. Dal 1991 ad oggi si è assistito ad una leggera diminuzione dei residenti, peraltro in misura inferiore rispetto alla media cittadina dello stesso periodo.

## Storia
Si ha notizia di questo borgo dalla fine dell'XI secolo, quando vi si trasferirono i monaci benedettini dell'abbazia di San Siro di Struppa, dopo aver ceduto al clero diocesano la loro chiesa. In questo luogo, allora chiamato "Luco" (dal latino "lucus", bosco sacro), i benedettini fondarono una nuova chiesa con ospitale per pellegrini e si dedicarono all'agricoltura lungo i declivi della collina.
Il borgo era a quei tempi un centro di via lungo la strada che da Genova portava a Molassana, Bavari e il levante genovese, ma da qui si transitava anche per raggiungere la Val Polcevera, attraverso il valico di Trensasco. La zona fu teatro di combattimenti nei mesi successivi alla rivolta di Balilla del 1746, che videro i genovesi affrontare le truppe del generale Botta Adorno.
Il paese ha conservato fino al secondo dopoguerra un'impronta spiccatamente agricola e tra la fine dell'Ottocento e la prima metà del Novecento divenne meta di villeggiatura e di scampagnate domenicali di molti genovesi, che potevano trovare ristoro nelle numerose osterie. A quell'epoca era conosciuto anche come "la Svizzera genovese", per la connotazione turistica del borgo ed il paesaggio circostante.
Diversamente da altre zone suburbane del genovesato, non vi sorgono ville storiche risalenti ai secoli precedenti, ma numerose villette costruite dopo la metà dell'Ottocento. L'espansione edilizia nella seconda metà del Novecento ha grandemente accresciuto il numero dei residenti e resa necessaria la costruzione di nuove strade, che hanno rimpiazzato le vecchie mulattiere, però in gran parte ancora esistenti.
Il paese è ancora oggi punto di inizio per passeggiate nei boschi verso il forte Monteratti e la torre Quezzi, entrambi raggiungibili con sentieri percorribili anche in mountain bike. I sentieri del comprensorio del Monteratti, Piani di Sant'Eusebio, Monterosato sono curati e manutetunti dall'associazione sportiva dilettantistica A.S.D. Genova MTB Sant'Eusebio.

## Monumenti e luoghi d'interesse

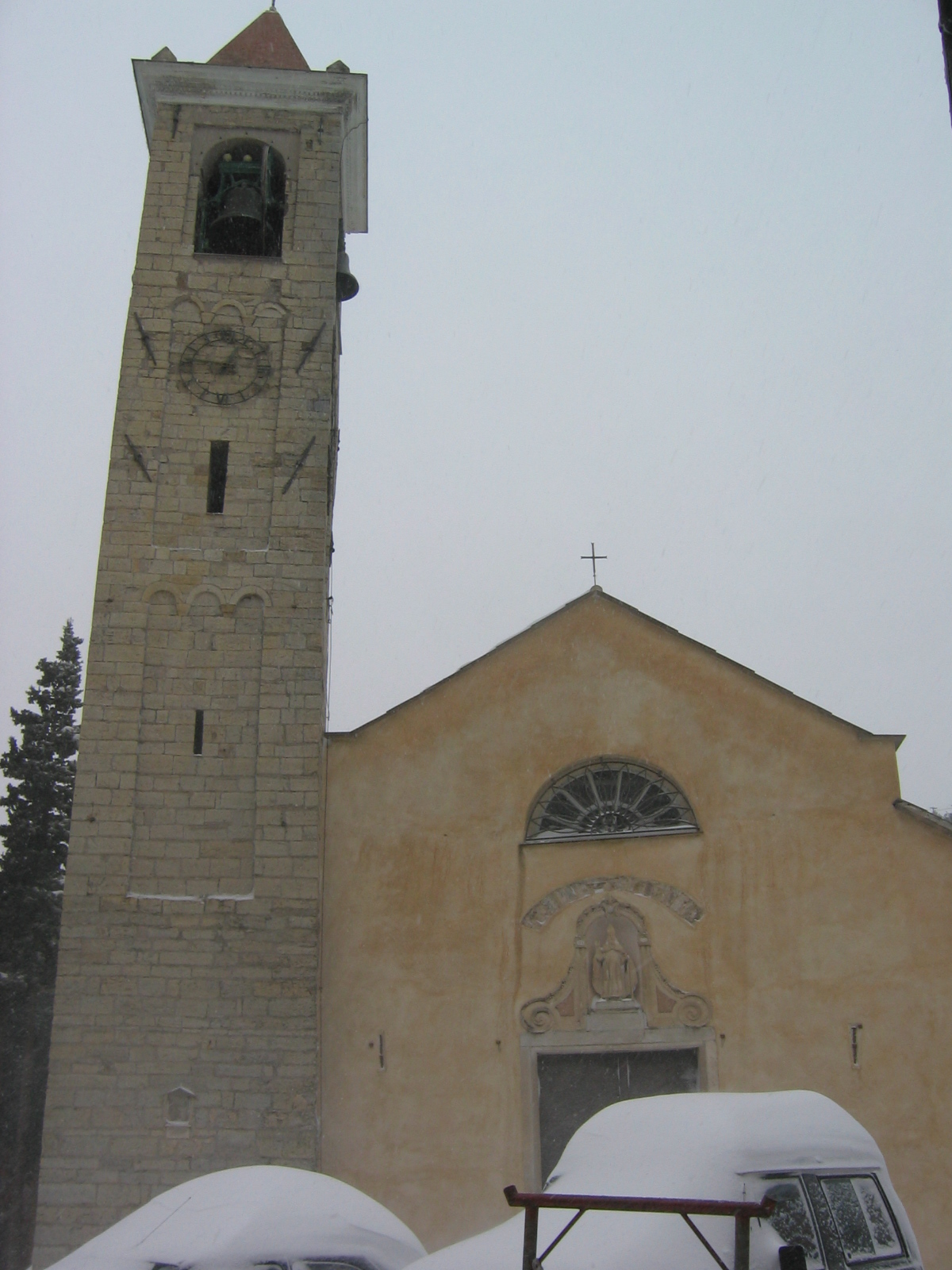
La chiesa di S. Eusebio

### Architetture religiose
- Chiesa di Sant'Eusebio. Della chiesa di Sant'Eusebio, la cui comunità parrocchiale fa parte del vicariato "Marassi-Staglieno" dell'arcidiocesi di Genova[6] si hanno notizie da partire dal XIII secolo. Non è noto se la chiesa attuale sia stata costruita sul sito della precedente chiesa dei benedettini o poco distante. Nel corso dei secoli venne più volte rimaneggiata: tra le molte modifiche lo spostamento della facciata a levante, contrariamente all'uso più antico che prevedeva sempre l'ingresso principale rivolto a ponente. Dell'edificio originario conserva il campanile romanico, costruzione di eccezionale esilità, le cui superfici sono ripartite dalle tipiche specchiature a lesene angolari e a fregi di archetti ciechi.[3][7] In un primo tempo la chiesa era una rettoria soggetta alla pieve di San Siro, da cui provenivano i monaci che l'avevano fondata, ma dopo varie controversie nel XV secolo fu unita alla parrocchia di San Michele di Montesignano. Solo nel 1929 il cardinale Carlo Dalmazio Minoretti la eresse nuovamente in parrocchia. All'interno sono conservati un dipinto del fiammingo Cornelis de Wael, raffigurante i santi Eusebio, Giovanni Battista e Sebastiano (prima metà del Seicento) ed un altro, settecentesco, del savonese Carlo Giuseppe Ratti.[3][7]

## Infrastrutture e trasporti

### Strade
Il quartiere è raggiungibile dalla strada in sponda sinistra del Bisagno percorrendo piazzale Bligny e le vie Terpi e Mogadiscio. Via Mogadiscio, aperta al tempo dell'espansione urbanistica, attraversa il recente quartiere residenziale e raggiunge la piazza antistante la chiesa, con un percorso di 3,5  km dal fondo valle. Via Montelungo collega il centro del paese antico con Bavari, antico capoluogo comunale (4  km).

### Autostrade
Il casello autostradale più vicino è quello di Genova-Est sull'Autostrada A12, Genova - Rosignano, che si trova nel vicino quartiere di Staglieno, a 8  km.

### Ferrovie
- La stazione ferroviaria della rete nazionale più vicina a Sant'Eusebio è quella di Genova Brignole, a 9  km di distanza.

### Trasporti urbani
Il quartiere è servito dalle linee di autobus 480 e 482 dell'AMT, che lo collegano con la stazione ferroviaria di Genova-Brignole.

### Aeroporti
- Aeroporto di Genova-Sestri - 19  km.

### Ospedali
- Ospedale Galliera - 10  km
- Ospedale San Martino - 11  km.

## Sport
Nonostante la limitata estensione territoriale sono presenti diverse strutture sportive: due campi da calcio regolamentari in erba sintetica (uno della società U.S. Baiardo, l'altro del Centro Sportivo Polivalente S. Eusebio), due campi da calcetto (di cui uno del Centro Sportivo Polivalente S. Eusebio), quattro campi da tennis e una moderna palestra multidisciplinare, in cui nel 2008 si sono svolti i campionati italiani di tennistavolo per disabili, la cui gestione è affidata alla Asd VIVI.SE.M.M. (Vivere tutti meglio S. Eusebio-Mermi-Montesignano), Nel 2017 da un'idea di alcuni residenti del quartiere appassionati di mountain bike nasce l'associazione sportiva dilettantistica A.S.D GENOVA MTB Sant'Eusebio con sede proprio al centro polisportivo polivalente S. Eusebio, l'associazione si sta dedicando alla cura dei sentieri, recupero e bonifica aree verdi dove far svolgere lezioni di guida mountain bike ai più piccoli del quartiere e non.
La Bike School del Team Genova MTB Sant'Eusebio è composta da 5 istruttori di accademia nazionale di mountain bike